# Heroická ctnost
Heroická ctnost nebo prostě hrdinská ctnost je kanonický název pro soubor požadavků příkladného života, které je třeba prokázat, aby mohl být zahájen formální proces kanonizace v římskokatolické církvi a dalších křesťanských konfesích. Existence hrdinských ctností se prokazuje posmrtnou analýzou kandidátova chování a životního běhu, z níž musí být nade vší pochybnost zřejmé, že kandidátovo chování bylo během jeho života vedeno praktikováním ctností nad rámec běžných teologických a kardinálních ctností.
V křesťanské etice tradičně označují ctnosti, které svou dokonalostí převyšují běžné lidské morální postoje lásky k Bohu a bližnímu.

## Historie
Poprvé tento termín použil Aristoteles v Etice Nikomachově, kde hovořil o nadlidské ctnosti, stejně jako o morální ctnosti v hrdinském či božském měřítku.
Následně si tento termín osvojila křesťanská morální teologie a používala jej zejména ve vztahu ke světcům a mučedníkům. Koncepci heroických ctností vypracoval Albert Veliký a jeho žák Tomáš Akvinský (1225–1274).
Již v prvních stoletích křesťanství církevní otcové, včetně Klementa Alexandrijského, Origena, Cypriána z Kartága a dalších, ve svých spisech zdůrazňovali mimořádné ctnosti mučedníků. Po éře mučedníků, kdy v důsledku Konstantinova ediktu z roku 313 ustalo pronásledování, se do popředí zájmu křesťanství dostala mimořádná morální úroveň svatých vyznavačů (lat. Confessores).
První formální církevní soud, který měl určit stupeň dokonalosti ctností osoby, jež zemřela v pověsti svatosti, se konal v roce 1482 v případě jednoho z prvních františkánů, učitele církve, svatého Bonaventury (1217–1274). Studie se řídila vzorem tří teologických ctností – víry, naděje a lásky – a čtyř kardinálních ctností. Termín hrdinské ctnosti se v renesanci stal odborným termínem používaným v beatifikačních a kanonizačních procesech.

## Kritéria
Hrdinské ctnosti ukazují na přítomnost působení Boží milosti v životě světce; jsou důkazem jeho podřízení se vedení Ducha svatého a spolupráce s ním. Skutky, které vykonal, byly spíše plodem Božího působení v něm než jeho vlastního úsilí. Proto je hrdinství ctností základem pro prohlášení člověka za svatého.
Při vyslovování hrdinství ctností se berou v úvahu následující úvahy:
- Mají se projevovat v činech, které jsou naplněním evangelijních rad obsažených v učení Kázání na hoře,[5] a to nejen Dekalogu.[6]
- Hrdinské činy by měly být dostatečně početné, obvykle se projeví, až když to situace vyžaduje.
- Hrdinství se má projevovat v různých druzích ctností, protože ctnosti jsou na sobě závislé. Pokud je člověk svatý, má je všechny v dokonalé míře.
- Spáchání všedních hříchů, a to i dobrovolně a poté, co osoba dosáhla úrovně hrdinských ctností, není překážkou blahořečení – za předpokladu, že osoba učinila nápravu a přijala opatření, aby se jich v budoucnu vyvarovala.
- Hrdinské ctnosti by se měly v životě člověka projevovat po určitou dobu. Vysoký stupeň hrdinských ctností však může krátkodobě kompenzovat.
- Hrdinské ctnosti nemusí jít nutně ruku v ruce s vnitřní kontemplací, takže nezkušenost člověka s kontemplací není překážkou pro jejich vyslovení.
- Charismata, jako je dar proroctví, extáze nebo vize, nejsou sama o sobě dostatečným důkazem hrdinských ctností. Ani zázraky, které člověk vykoná během svého pozemského života, nejsou dostatečným důkazem hrdinství ctností.[3]